# 韋斯利 (印第安納州)
韋斯利（英語：Wesley）是位於美國印地安納州蒙哥馬利縣的一個非建制地區。該地的面積和人口皆未知。